# Miklós Fehér
Miklós "Miki" Fehér, född 20 juli 1979 i Tatabánya, Ungern, död 25 januari 2004 i Guimarães, Portugal, var en ungersk fotbollsspelare.

## Fotbollskarriär
Fehér började sin karriär i Győr ETO FC. Han spelade för fyra portugisiska klubbar: Porto, Benfica, SC Salguerios och Braga. Han gjorde sin målmässigt bästa säsong med Braga säsongen 2000/2001 då det blev 14 mål på 26 matcher.
Fehér gjorde sin första landskamp för Ungern i oktober 1998 mot Azerbajdzjan och gjorde sammanlagt 7 mål på 25 matcher, däribland ett hattrick mot Litauen i kvalet till VM 2002.

## Död
Fehér avled i en hjärtinfarkt under en match med sitt lag SL Benfica mot Vitória Guimarães i en portugisisk ligamatch. På planen vid tillfället fanns lagkamraten Anders Andersson, de två var nära vänner.
För att hedra Fehér pensionerade Benfica hans tröjnummer, 29. Till Fehérs begravning kom bland andra den portugisiske fotbollslegendaren Eusébio och Fehérs tidigare lagkamrater Zlatko Zahovič och Nuno Gomes.

## Statistik
- 1995/1996 Győri ETO (8 matcher, 2 mål)
- 1996/1997 Győri ETO (29 matcher, 8 mål)
- 1997/1998 Győri ETO (25 matcher, 13 mål)
- 1998/1999 FC Porto (5 matcher, 0 mål)
- 1999/2000 FC Porto (5 matcher, 1 mål)
- 1999/2000 SC Salgueiros (14 matcher, 5 mål)
- 2000/2001 Sporting Braga (26 matcher, 14 mål)
- 2001/2002 FC Porto (3 matcher, 1 mål)
- 2002/2003 SL Benfica (16 matcher, 4 mål)
- 2003/2004 SL Benfica (12 matcher, 3 mål)